# Četvorni kilometar
Četvorni kilometar ili kilometar kvadratni je mjerna jedinica za površinu.
1 km2 je:
- oznaka kvadrata čije su stranice duge 1 km
- 100 hektara
- 10 000 ari
- 1 000 000 m2